# Liste des phares des Pays-Bas

Provinces néerlandaises

Liste des phares des Pays-Bas : Aux Pays-Bas, les phares sont entretenus par le Rijkswaterstaat , l'Organisation Nationale de l'Eau. Depuis années, il y a eu un mouvement en faveur de la cession de certains des phares historiques à la propriété des autorités municipales.

## Zélande

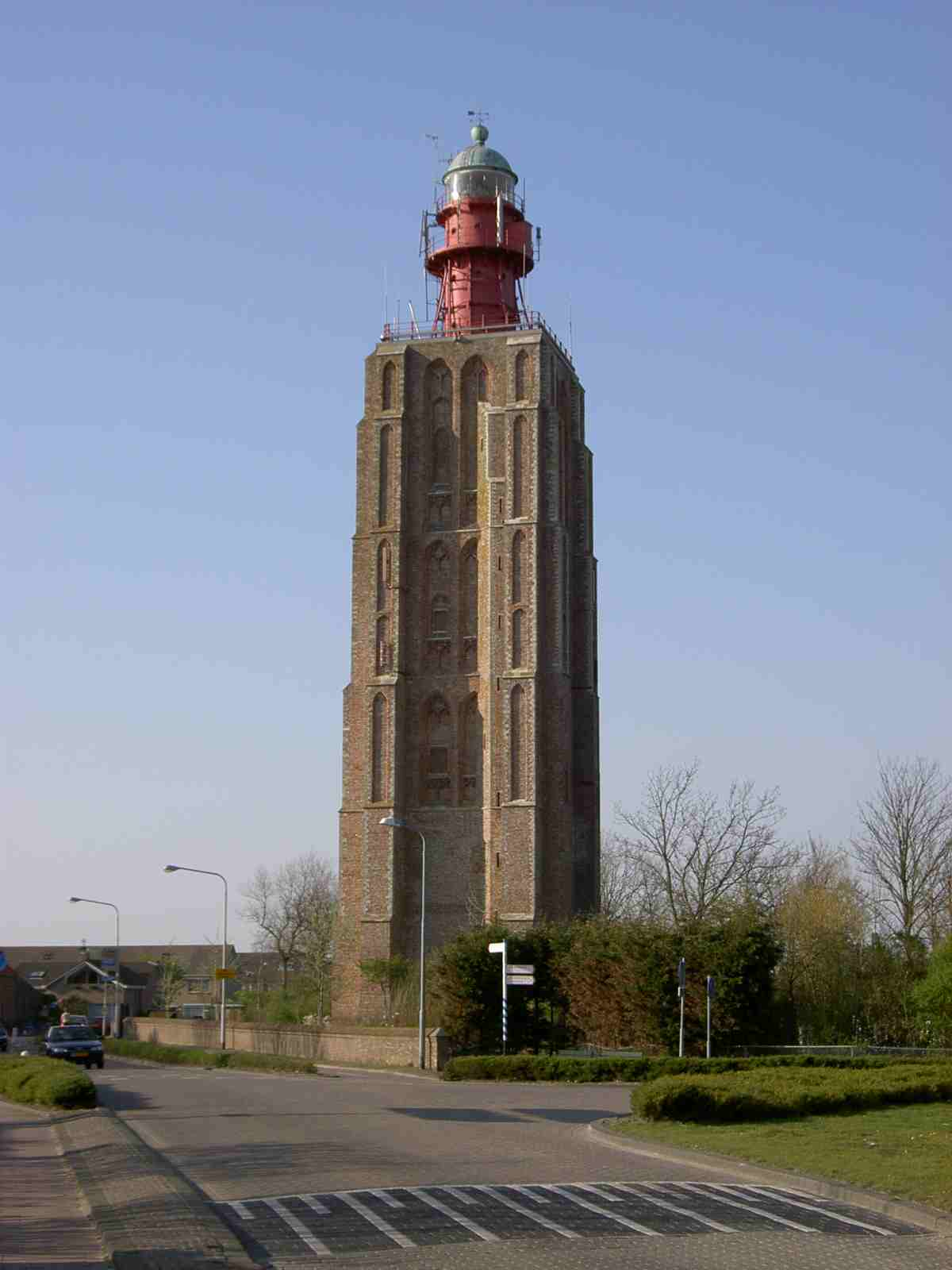
Westkapelle

- Phare de Nieuwe Sluis
- Phare d'Hoedekenskerke
- Phares de Kaapduinen
- Phare de Westkapelle
- Phare de Noorderhoofd
- Phare de Westerlichttoren

## Hollande-Méridionale

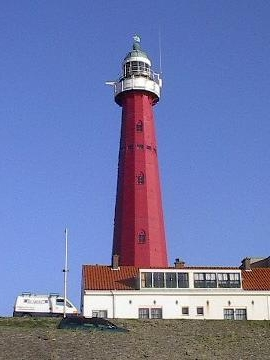
Scheveningen

- Phare de Westhoofd
- Phare de la plate-forme Goeree
- Phare d'Hellevoetsluis
- Stenen Baak (Inactif)
- Phare de Maasvlakte (Inactif)
- Phares de Hoek van Holland
- Phare de Scheveningen
- Phare de Katwijk (Inactif)
- Phare de Noordwijk

## Hollande-Septentrionale

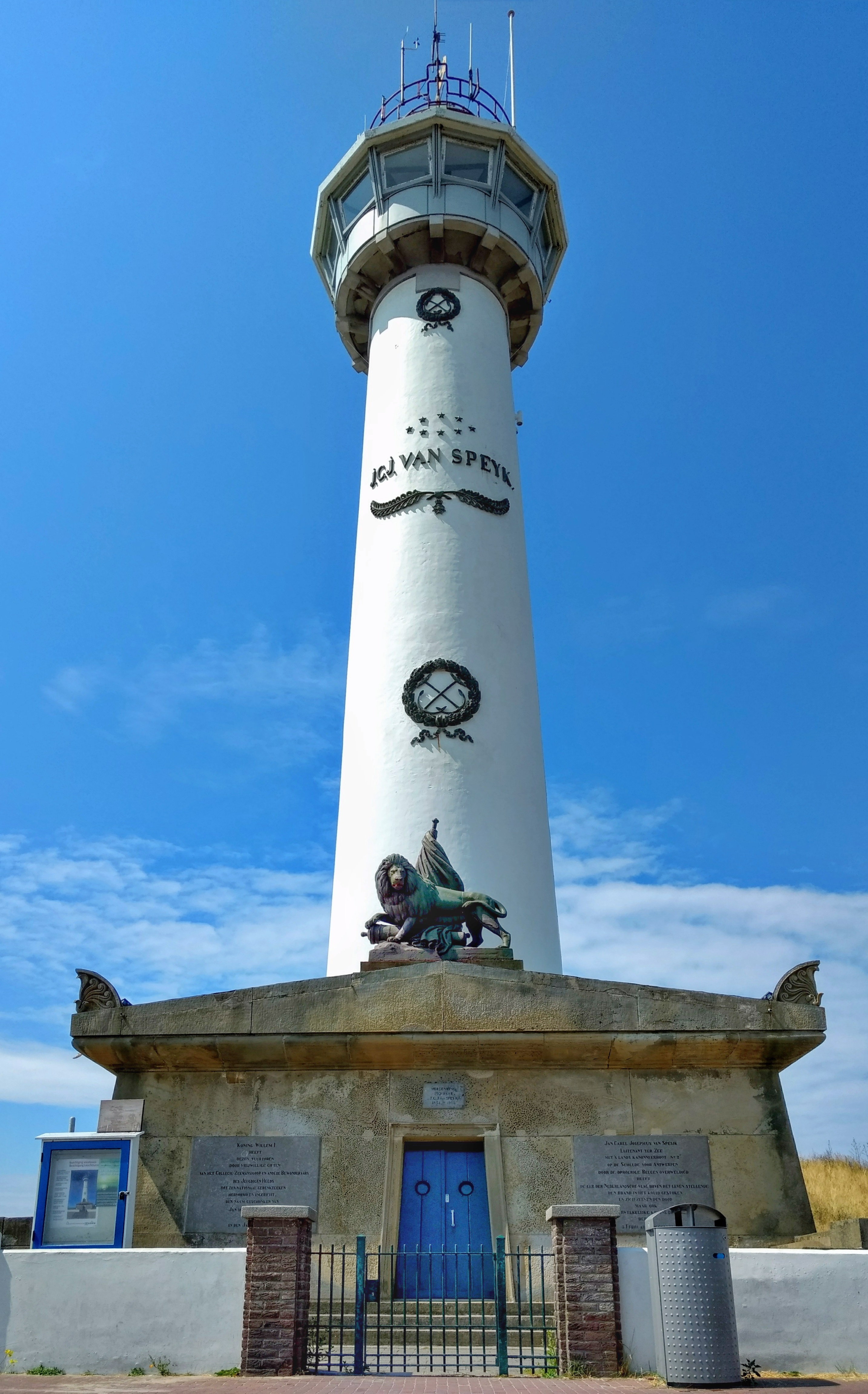
J.C.J. van Speijk

- Phare avant d'IJmuiden
- Phare arrière d'IJmuiden
- Phare J.C.J. van Speijk
- Phare de Groote Kaap
- Phare d'Huisduinen
- Phare de Den Oever (Inactif)
- Phare d'Eierland
- Phare De Ven
- Phare de Paard van Marken
- Phare de Hoek van 't IJ

## Flevoland
- Phare d'Urk

## Frise
- Phare de Lemmer (Réplique)
- Phare de Stavoren
- Phare de Workum (Inactif)
- Phare d'Harlingen (Inactif)
- Îles de la Frise-Occidentale :
  - Vlieland : Phare de Vuurduin
  - Terschelling : Phare de Brandaris
  - Ameland  : Phare de Bornrif
  - Schiermonnikoog : Phare nord de Schiermonnikoog
  - Schiermonnikoog : Phare sud de Schiermonnikoog (Inactif)

## Groningue
- Phare d'Emder Kaap (Inactif)

## Territoire néerlandais d'outre-mer
- Liste des phares du Territoire néerlandais d'outre-mer